# KVオーステンデ
KVオーステンデ (オランダ語：Koninklijke Voetbalclub Oostende)は、ベルギー・オーステンデに本拠地を置いていたプロサッカークラブチーム。1981年設立。

## 歴史
1904年、VGオーステンデが設立された。7年後、ASVオーステンデKMという別のクラブが設立された。ASVはオーステンデに本拠地を置くクラブの中で最も成功を納めた。1970年代、ASVは1部リーグに、VGは2部に所属していた。
1981年VGとASVが合併し、新たにKVオーステンデが設立された。KVは11年間3部に所属した後2部に昇格。2部所属1年目にして1部への昇格を手にすると、1部でも健闘し1993–94シーズンをクラブ史上最高の7位で終えた。
1995年から2013年までの期間、一時期を除き(1998–99シーズンと2004–05シーズンは1部、2001–02・2002–03シーズンは3部)クラブは2部に所属した。
2024年5月16日、クラブは6月3日に破産申請することが発表された。6月13日、3部に昇格したKSVディクスムイデがKVディクスムイデ＝オーステンデという名前で新しいチームを結成する予定であることが明らかになった。

## タイトル
- プロキシマス・リーグ:
  - (2回): 1998, 2013

## 過去の成績
| シーズン | ディビジョン                 | ディビジョン | ディビジョン | ディビジョン | ディビジョン | ディビジョン | ディビジョン | ディビジョン | ディビジョン | ベルギーカップ |
| シーズン | リーグ                       | 試           | 勝           | 分           | 敗           | 得           | 失           | 点           | 順位         | ベルギーカップ |
| -------- | ---------------------------- | ------------ | ------------ | ------------ | ------------ | ------------ | ------------ | ------------ | ------------ | -------------- |
| 2016-17  | ジュピラー・プロ・リーグ     | 30           | 14           | 8            | 8            | 52           | 37           | 50           | 5位          | 準優勝         |
| 2017-18  | ジュピラー・プロ・リーグ     | 30           | 10           | 6            | 14           | 42           | 41           | 36           | 11位         | 準々決勝敗退   |
| 2018-19  | ジュピラー・プロ・リーグ     | 30           | 6            | 9            | 15           | 29           | 52           | 27           | 14位         | 準決勝敗退     |
| 2019-20  | ジュピラー・プロ・リーグ     | 29           | 6            | 4            | 19           | 29           | 58           | 22           | 15位         | 7回戦敗退      |
| 2020-21  | ジュピラー・プロ・リーグ     | 34           | 15           | 8            | 11           | 49           | 41           | 53           | 5位          | ベスト16       |
| 2021-22  | ジュピラー・プロ・リーグ     | 34           | 10           | 7            | 17           | 34           | 61           | 37           | 12位         | ベスト16       |
| 2022-23  | ジュピラー・プロ・リーグ     | 34           | 7            | 6            | 21           | 37           | 76           | 27           | 16位         | ベスト16       |
| 2023-24  | チャレンジャー・プロ・リーグ | 30           | 10           | 8            | 12           | 32           | 39           | 32           | 13位         | 準決勝敗退     |

## 歴代監督
- ジャン＝マリー・プファフ 1998-1999
- アドナン・チュストヴィッチ（英語版） 2017-2018
- ゲルト・ヴェルヘイエン（英語版） 2018-2019
- ウーゴ・ブロース（英語版）  (暫定) 2019
- フランキー・ヴァン・デル・エルスト  (暫定) 2019
- カーレ・インゲブリグセン（英語版） 2019
- デニス・ファン・ワイク（英語版） 2020
- アドナン・チュストヴィッチ（英語版） 2020
- アレクサンダー・ブレッシン（英語版） 2020-2021
- イヴ・ファンデルヘーゲ 2020-2022
- マルクス・プフランツ（英語版） 2022
- ドミニク・タールハンマー 2022-2023
- スタイン・フレヴェン（英語版） 2023
- ジャマス・ショフナー（英語版） 2024

## 歴代所属選手
- ヤニック・カマナン 2005-2006
- ビョルン・フレミンクス 2005-2006
- ジョルダン・ルカク 2013-2014
- ニャシャ・ムシェクウィ 2013-2014
- アントニオ・ミリッチ 2015-2018
- 坂元達裕 2022-2023